# Casa a la riera dels Lledoners, 94 (Canet de Mar)
La Casa a la riera dels Lledoners, 94 és una obra amb elements eclèctics i modernistes de Canet de Mar (Maresme) protegida com a Bé Cultural d'Interès Local.

## Descripció
Casa de cos de planta baixa i pis, amb eixida posterior. Obertures ressaltades, balcó al primer pis i coronació amb barana de pedra. La coberta és a dues aigües
Aquest esquema tipològic tan estès al Maresme no preveia, per la seva simplicitat, l'obertura de finestres aprofitant les cantonades en el moment de la seva construcció.